# Massimo Maietti
Massimo Maietti (Lodi, 27 maggio 1974) è un semiologo italiano, ricercatore specializzato in videogiochi.
Laureato in Scienze della Comunicazione presso l'Università degli Studi di Bologna, è ricercatore nel campo della semiotica dell'interattività. Collabora con numerose testate dedicate ai videogame. Ha insegnato Teorie e tecniche dei videogiochi presso la Nuova Accademia di Belle Arti di Milano e tenuto seminari sui videogame all'interno del corso di Teorie e tecniche dei nuovi media presso l'Università degli Studi di Bologna. È stato traduttore presso il reparto di localizzazione PLTS di Nintendo of Europe con sede a Francoforte sul Meno.
Dopo aver esercitato per alcuni anni la professione di game designer per alcune importanti aziende del settore, nel marzo del 2007 ha fondato 1 Bit Garden. L'azienda sviluppa software per le piattaforme Nintendo e Sony. Nei primi mesi del 2009 è prevista l'uscita del primo videogame interamente sviluppato da 1 Bit Garden per Nintendo DS.

## Causa con Zynga
Nel dicembre del 2016 è stato denunciato da Zynga per furto di segreti aziendali.  La denuncia è stata successivamente ritirata.

## Pubblicazioni
- Semiotica dei videogiochi (2004, ed. Unicopli)